# Paso Portezuelo del Cajón
Paso Portezuelo del Cajón o Hito Cajón es un paso de personas y de vehículos entre la República de Chile y la República de Bolivia, esta zona chilena corresponde a la II Región de Antofagasta y en Bolivia corresponde al departamento de Potosí. La atención policial más cercana se encuentra en la subcomisaría San Pedro de Atacama a 45 km de distancia. La altura del paso es de 4.480 m s. n. m., el horario de atención al público es de 08:00 a 23:00 y se permiten todo tipo de trámites aduaneros.
En agosto de 2017, entró en operaciones un nuevo complejo fronterizo, de 750 metros cuadrados, con una inversión de más de 779 millones de pesos, con una capacidad de atención simultánea para cuatro buses medianos y tres vehículos particulares, lo que permitirá controlar cerca de 250 a 300 personas diarias que circulan por este corredor internacional.